# Ardat-lilī
Ardat-lilī est une démone mésopotamienne. La Lilith biblique tiendrait d’elle quelques-unes de ses caractéristiques. Elle est souvent assimilée avec Lilītu, dont il faut la distinguer.
Ardat-lilī est une sorte de succube, parfois décrite comme prenant l'apparence d'une louve à queue de serpent. Démone liée au vent, elle est supposée avoir la capacité de voler, et de s'introduire dans les maisons par les fenêtres. Elle est présentée comme ayant un appétit sexuel insatiable. Elle s'en prend aux hommes, dont elle tente de faire ses conjoints, ou bien qu'elle empêche de se marier. Elle a un aspect séducteur très prononcé. Ardat-lilī agresse également les jeunes filles en âge de se marier. Ardat-lilī est en effet souvent décrite comme le spectre d'une jeune fille morte avant de se marier, ce qui explique sa volonté d'empêcher les mortels de se marier.